# Deutsche Botschaft Havanna
Die Deutsche Botschaft Havanna ist die diplomatische Vertretung der Bundesrepublik Deutschland in der Republik Kuba.

## Lage und Gebäude

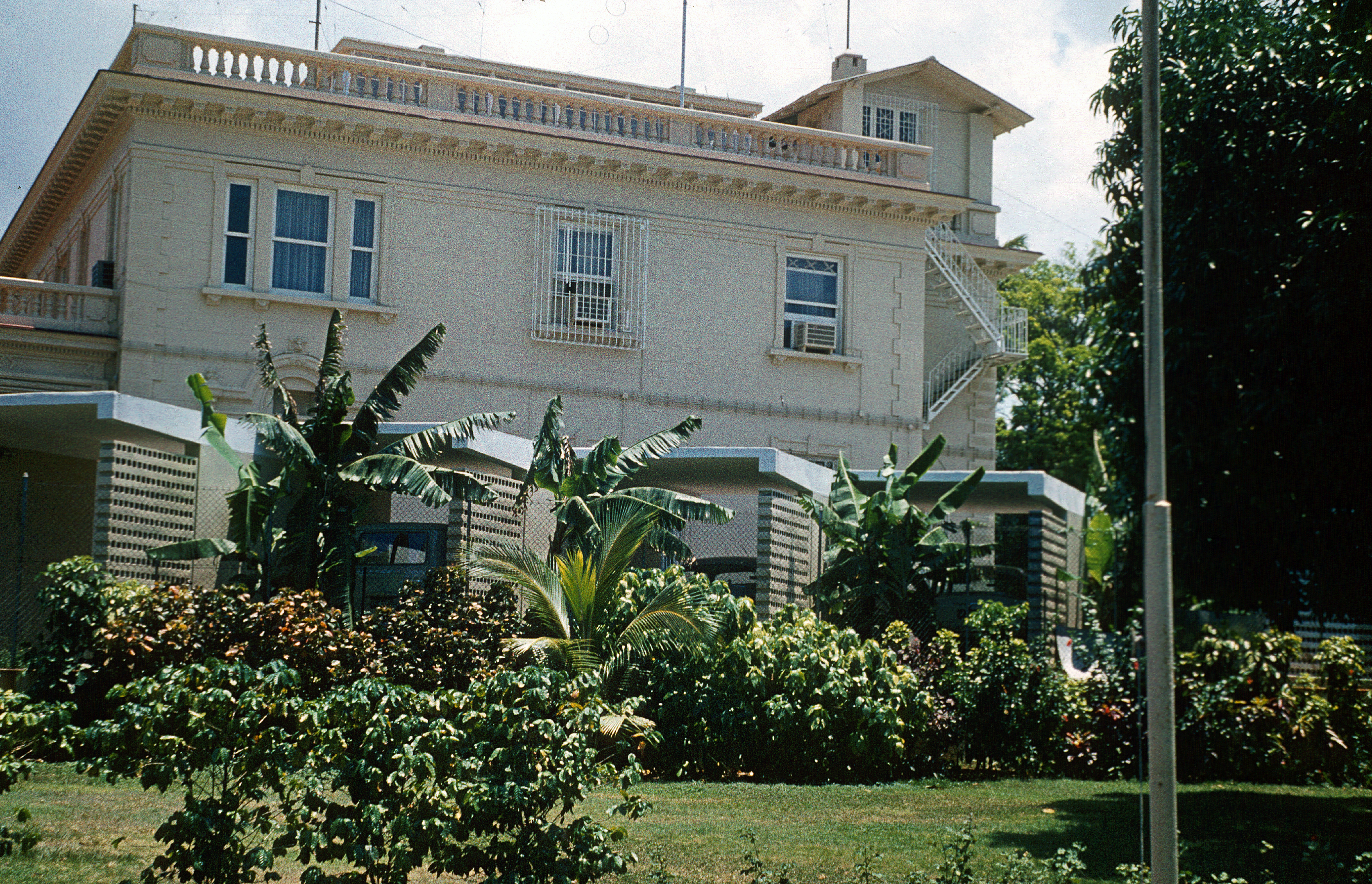
Ehemalige Botschaft der DDR in Havanna (1973, Seitenansicht)

Die Kanzlei der Botschaft befindet sich unweit des kubanischen Außenministeriums in der Hauptstadt Havanna. Die Straßenadresse lautet: Calle 13, No. 652, esq. B, Vedado, La Habana, Cuba. 
Nach der deutschen Wiedervereinigung zog die Botschaft der Bundesrepublik Deutschland in das repräsentative ehemalige Botschaftsgebäude der DDR.

## Auftrag und Organisation
Die Botschaft Havanna hat den Auftrag, die deutsch-kubanischen Beziehungen zu pflegen, die deutschen Interessen gegenüber der Regierung von Kuba zu vertreten und die Bundesregierung über Entwicklungen in Kuba zu unterrichten.
In der Botschaft bestehen die Arbeitsbereiche Politik, Wirtschaft sowie Kultur und Bildung.
Das Referat für Rechts- und Konsularaufgaben der Botschaft bietet deutschen Staatsangehörigen alle konsularischen Dienstleistungen und Hilfe in Notfällen an. Der konsularische Amtsbezirk der Botschaft umfasst ganz Kuba. Die Visastelle erteilt Einreisegenehmigungen für kubanische Staatsangehörige und in Kuba wohnhafte Bürger dritter Staaten, soweit diese der Visumspflicht unterliegen.

## Geschichte
Die Bundesrepublik Deutschland richtete am 22. Juli 1953 eine Gesandtschaft in Havanna ein, die am 17. Juni 1954 in eine Botschaft umgewandelt wurde. Am 14. Januar 1963 wurden die diplomatischen Beziehungen abgebrochen, da Kuba die DDR anerkannte (→ Hallstein-Doktrin). Die Wiederaufnahme der Beziehungen erfolgte am 18. Januar 1975; die Botschaft Havanna wurde am 23. April 1975 wiedereröffnet.
Von 1903 bis 1941 war das Deutsche Reich in Havanna mit einer Botschaft vertreten (unterbrochen vom 11. April 1917 bis zum 19. Oktober 1920; Spanien fungierte als Schutzmacht).
Die DDR betrieb seit 1960 eine Handelsvertretung in Havanna, die nach Aufnahme diplomatische Beziehungen am 12. Januar 1963 in eine Botschaft umgewandelt wurde. Mit dem Beitritt der DDR zur Bundesrepublik Deutschland im Jahr 1990 wurde diese geschlossen.